# Eintracht Lahnstein
Eintracht Lahnstein – niemiecki klub piłkarski, mający siedzibę w mieście Lahnstein, leżącym w Nadrenii-Palatynacie. W sezonie 2010/11 zajął ostatnie, 18. miejsce w Rheinlandlidze (6. poziom rozgrywek piłkarskich) i spadł do Bezirksligi Rheinland-Mitte, w której powinien występować w obecnym sezonie, ale zrezygnował z rozgrywek sezonu 2011/12.

## Historia
Klub został założony jako SG Eintracht Lahnstein (Spielgemeinschaft Eintracht Lahnstein e.V.) w 1973 roku, gdy SV Niederlahnstein połączył się z SC Oberlahnstein. Największe sukcesy klub odnosił przed fuzją jako SV Niederlahnstein, gdy przez 2 sezony występował w Oberlidze West (1. poziom rozgrywek piłkarskich w Niemczech po II wojnie światowej) oraz gdy przez 5 sezonów występował w 2. Oberlidze West (2. poziom) i 1 sezon (1963/64), gdy występował w Regionallidze West (także 2. poziom rozgrywek). 

## Sukcesy
- 2 sezony w Amateurlidze Rheinland (jako 3. poziom): 1973/74-74/75.
- 5 sezonów w Amateurlidze Rheinland (jako 4. poziom): 1978/79, 1985/86-86/87 i 1988/89-1989/90.
- 2 sezony w Amateurlidze Rheinland (jako 5. poziom): 1995/96-96/97.
- 8 sezonów w Verbandslidze Rheinland: 2003/04-07/08 (jako 5. poziom) i 2008/09-10/11 (jako 6. poziom - Rheinlandliga).
- mistrz Landesliga Rheinland Gruppe Nord (6. poziom): 2003 (awans do Verbandsligi Rheinland)
- mistrz Bezirksliga Rheinland Gruppe Mitte: 1978, 1985, 1988, 1995 i 2002